# Georges Cronsteadt
Georges Cronsteadt est un homme politique néo-hébridais.

## Biographie
Métis d'ascendance partiellement française, il fait face au début des années 1970 à la popularité d'un mouvement prônant l'indépendance du condominium franco-britannique des Nouvelles-Hébrides et porté par des autochtones anglophones. Résidant sur l'île d'Espiritu Santo, il soutient le mouvement Nagriamel de Jimmy Stevens, qui s'oppose à une centralisation politique du pouvoir dans l'archipel et à la perspective d'un État unitaire. En 1973, les deux hommes et d'autres membres de Nagriamel fondent le Vemarana, qu'ils envisagent comme la branche politique de Nagriamel, tandis que le mouvement Nagriamel se concentrerait sur la défense des coutumes autochtones locales. La maison de Georges Cronsteadt à Sarakata est choisie comme bureau du Vemerana.
En 1975 se tiennent les premières élections législatives de la colonie. Elles sont remportées par le Parti national, le parti des indépendantistes anglophones. L'élection de cinq des six députés d'Espiritu Santo (dont quatre du Parti national et un du Mouvement autonomiste des Nouvelles-Hébrides, francophone anti-indépendantiste) est toutefois annulée par la justice en raison d'irrégularités au moment du scrutin. Georges Cronsteadt est l'un des candidats du Mouvement autonomiste pour les élections partielles qui en résultent le 25 octobre 1976, sa présentant dans la circonscription « Santo urbaine » qui correspond à Luganville. Il est élu aux côtés de Philibert de Montgremier (le seul Français parmi les députés indépendantistes), et battant la députée indépendantiste sortante Mary Gilu, tandis que Jimmy Stevens entre lui aussi à l'Assemblée représentative comme représentant de Nagriamel,,,. Georges Cronsteadt est ensuite réélu député d'Espiritu Santo aux élections anticipées de 1977 et à celles de 1979.
Les indépendantistes ayant remporté les élections de 1979 et l'indépendance de la colonie étant prévue pour juillet 1980, le Vemarana renonce à demander une confédération décentralisée pour les Nouvelle-Hébrides, et déclare l'indépendance d'Espiritu Santo. Georges Cronsteadt demeure à cette date l'un des proches conseillers de Jimmy Stevens et prend part à la sécession de l'île. Les Nouvelles Hébrides deviennent indépendantes en juillet 1980 et prennent le nom de république de Vanuatu, sous la direction du Premier ministre Walter Lini. Ce dernier fait appel à la Force de Défense de Papouasie-Nouvelle-Guinée pour réprimer la sécession à Santo. Jimmy Stevens est arrêté, et en octobre 1980, 107 résidents ayant la nationalité française, dont les députés Georges Cronsteadt et Guy Prévot, sont expulsés du pays. Georges Cronsteadt se réfugie en Nouvelle-Calédonie, où il se rapproche de Jacques Lafleur et demeure un temps en contact avec les conservateurs francophones vanuatais qui se sont assemblés en une Union des partis modérés, leur proposant un financement qu'ils refusent.